# Klarobelia
Klarobelia là chi thực vật có hoa trong họ Annonaceae.

## Các loài
Hiện tại người ta công nhận 13 loài trong chi này:
- Klarobelia anomala (R.E. Fr.) Chatrou, 1998
- Klarobelia candida Chatrou, 1998
- Klarobelia cauliflora Chatrou, 1998
- Klarobelia inundata Chatrou, 1998
- Klarobelia lucida (Diels) Chatrou, 1998
- Klarobelia megalocarpa Chatrou, 1998
- Klarobelia napoensis Chatrou, 1998
- Klarobelia pandoensis Chatrou, 2003
- Klarobelia peruviana (R.E. Fr.) Chatrou, 1998
- Klarobelia pumila Chatrou, 1998
- Klarobelia rocioae Chatrou, 2019[3]
- Klarobelia stipitata Chatrou, 1998
- Klarobelia subglobosa Chatrou, 2005